# Dom zu Ribe

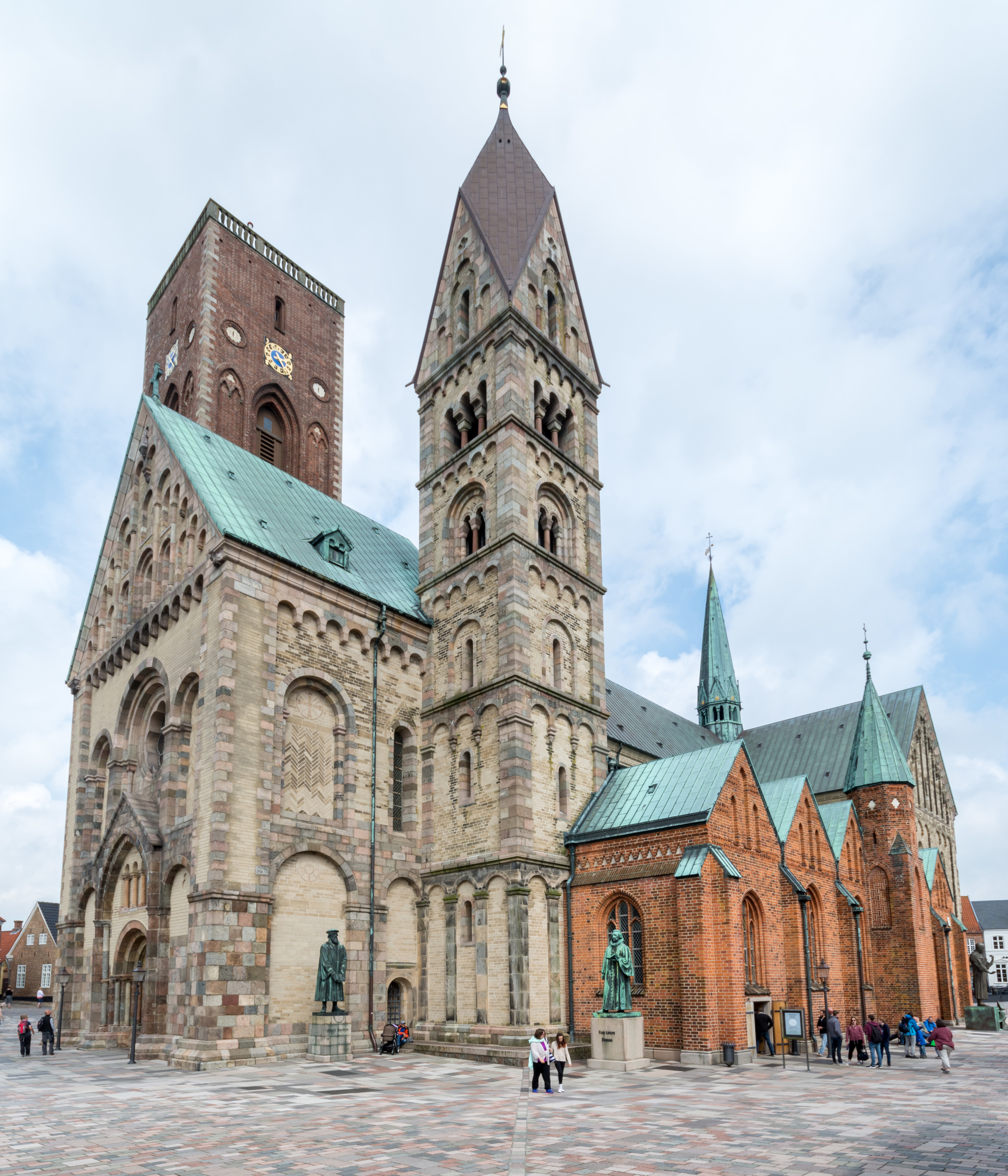
Südwestansicht

Der Dom zu Ribe (auch: Dom zu Ripen), dänisch Ribe Domkirke, auch Vor Frue Kirke (dt. Frauenkirche/Marienkirche) genannt, ist eine evangelisch-lutherische Bischofskirche in Dänemark. Sie ist der einzige fünfschiffige Kirchenbau sowie die älteste Domkirche des Landes. Ribe ist gleichzeitig die älteste Stadt Dänemarks.

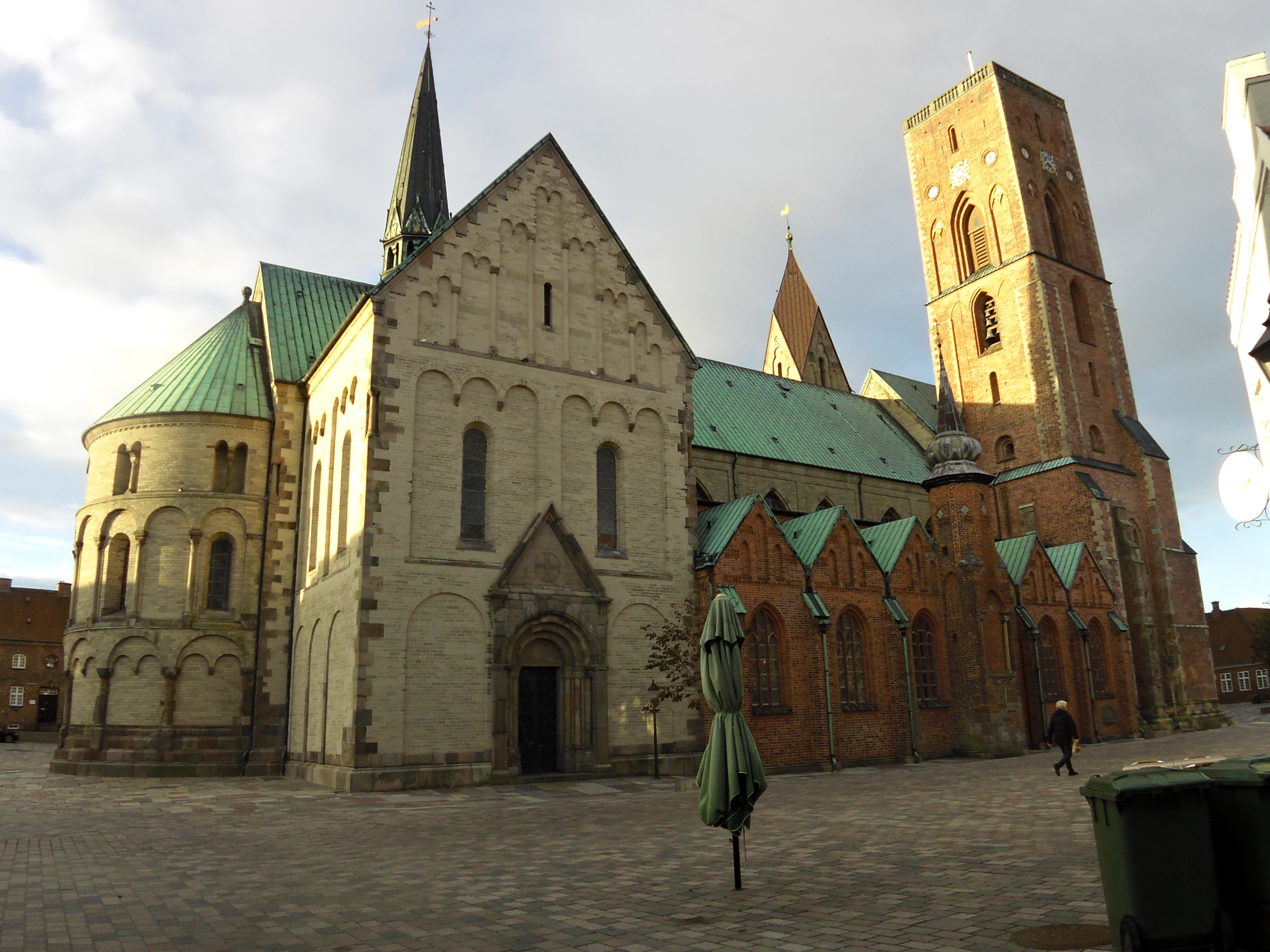
Nordostansicht

## Geschichte
Nach der ersten Kirche von Haithabu (Herzogtum Schleswig) gilt Ribe als ältester Kirchenort in Nordeuropa. Um 860 gründete der Apostel Ansgar hier die erste Kirche. Das Bistum Ribe wurde 948 gegründet. Zwischen 1110 und 1134 ließ Bischof Thure „die Ripemsische Kirche als erster aus behauenem Stein zusammenfügen“. Um 1175 war wohl begonnen worden, an Bischof Thures Kirche die heutige Vierung mit Chor und Querhaus anzubauen, als 1176 ein Brand diese alte Kirche und Kloster und Stadt zerstörte. Der nächste Stadtbrand von 1258 beschädigte die Kirche nicht, aber am Weihnachtsmorgen 1283 stürzte der zu der Zeit mittige Westturm ein, während eine große Menschenmenge in der Kirche zur Messe versammelt war.
Unter König Christian III. wurde 1536/37 die Reformation eingeführt. Das Bistum umfasste weiterhin den gesamten Westen von Jütland und den nordwestlichen Zipfel des Herzogtums Schleswig bis Tondern. Die bischöflichen Besitzungen wurden säkularisiert. Als Nordschleswig 1920 wieder dänisch wurde, wurde das Bistum Ribe zu Gunsten des neu geschaffenen Bistums Hadersleben verkleinert, dessen Hauptteil bis dahin zum Bistum Schleswig gehört hatte.

## Bauwerk

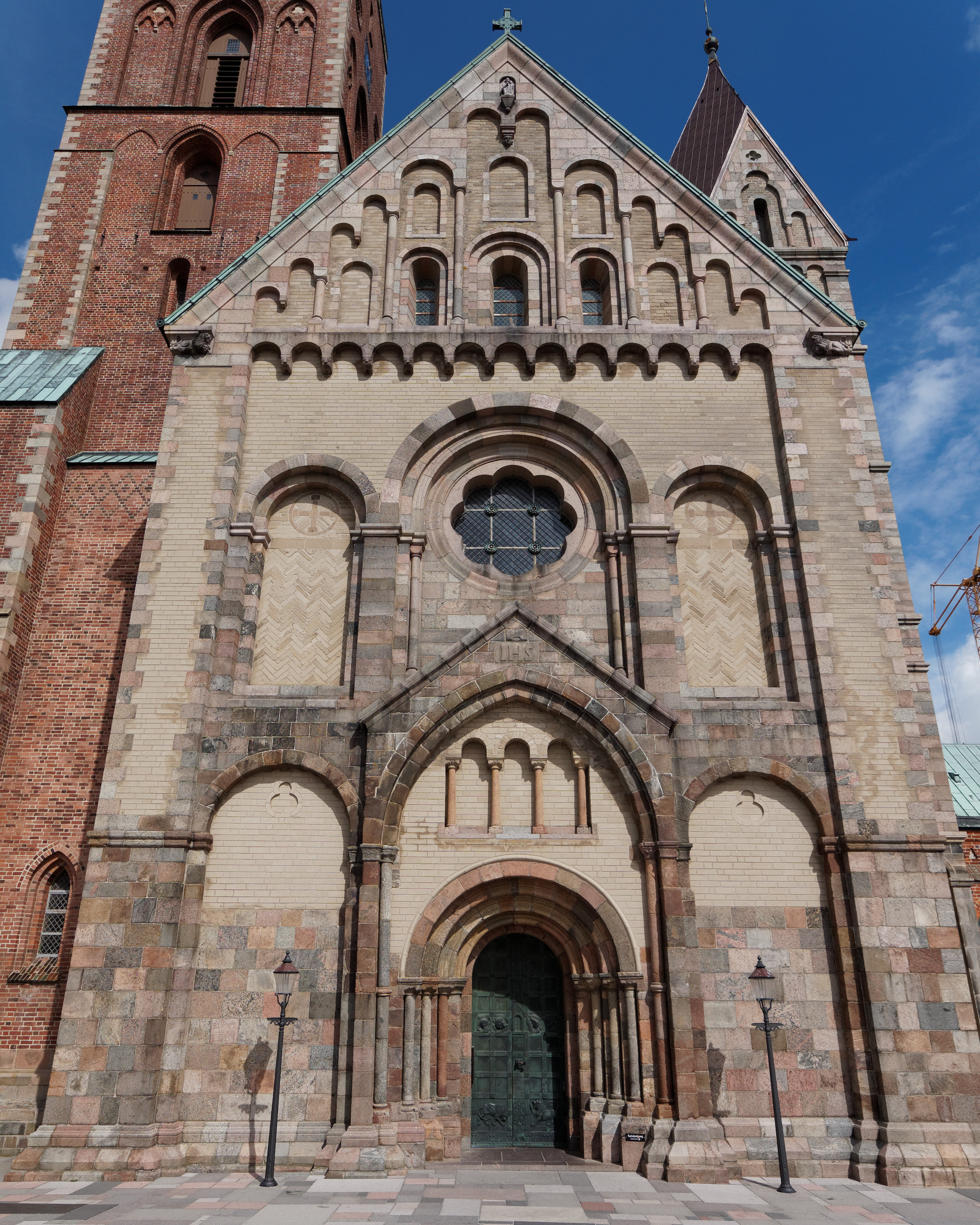
Westgiebel des Mittelschiffs

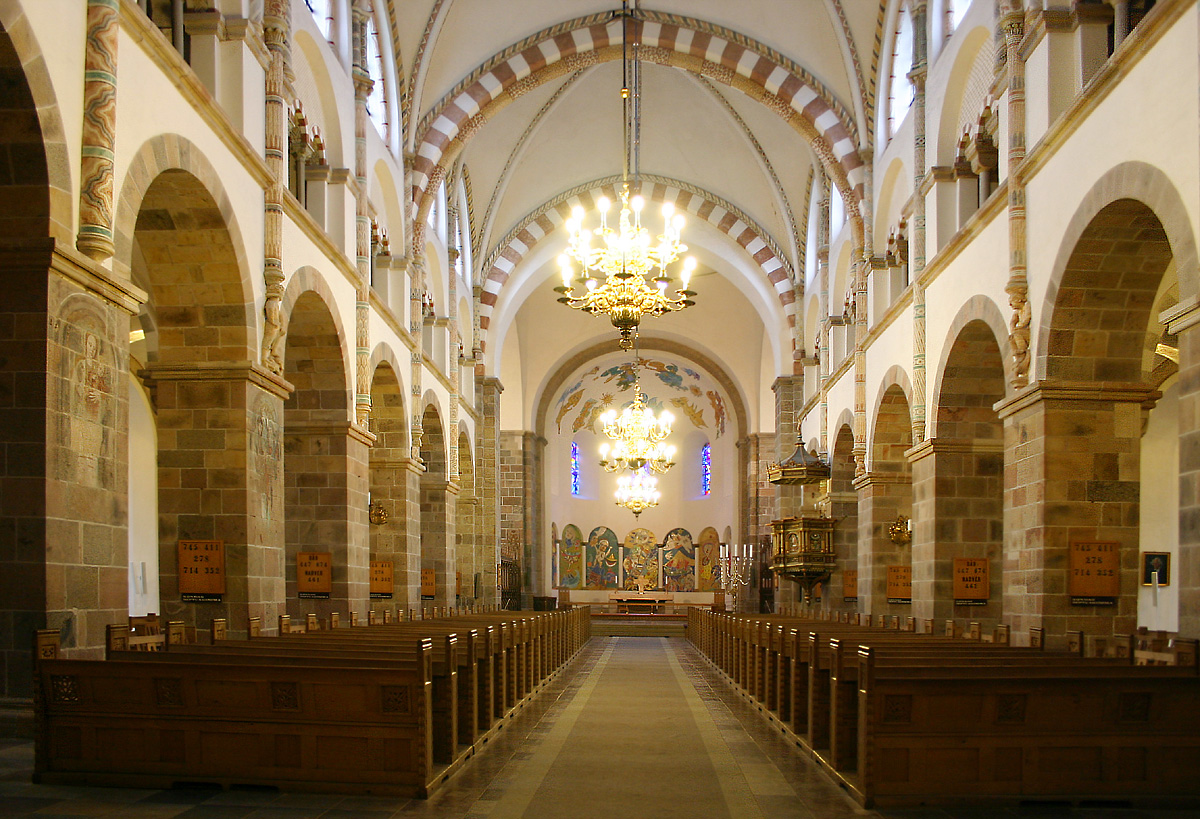
Langhaus zum Chor

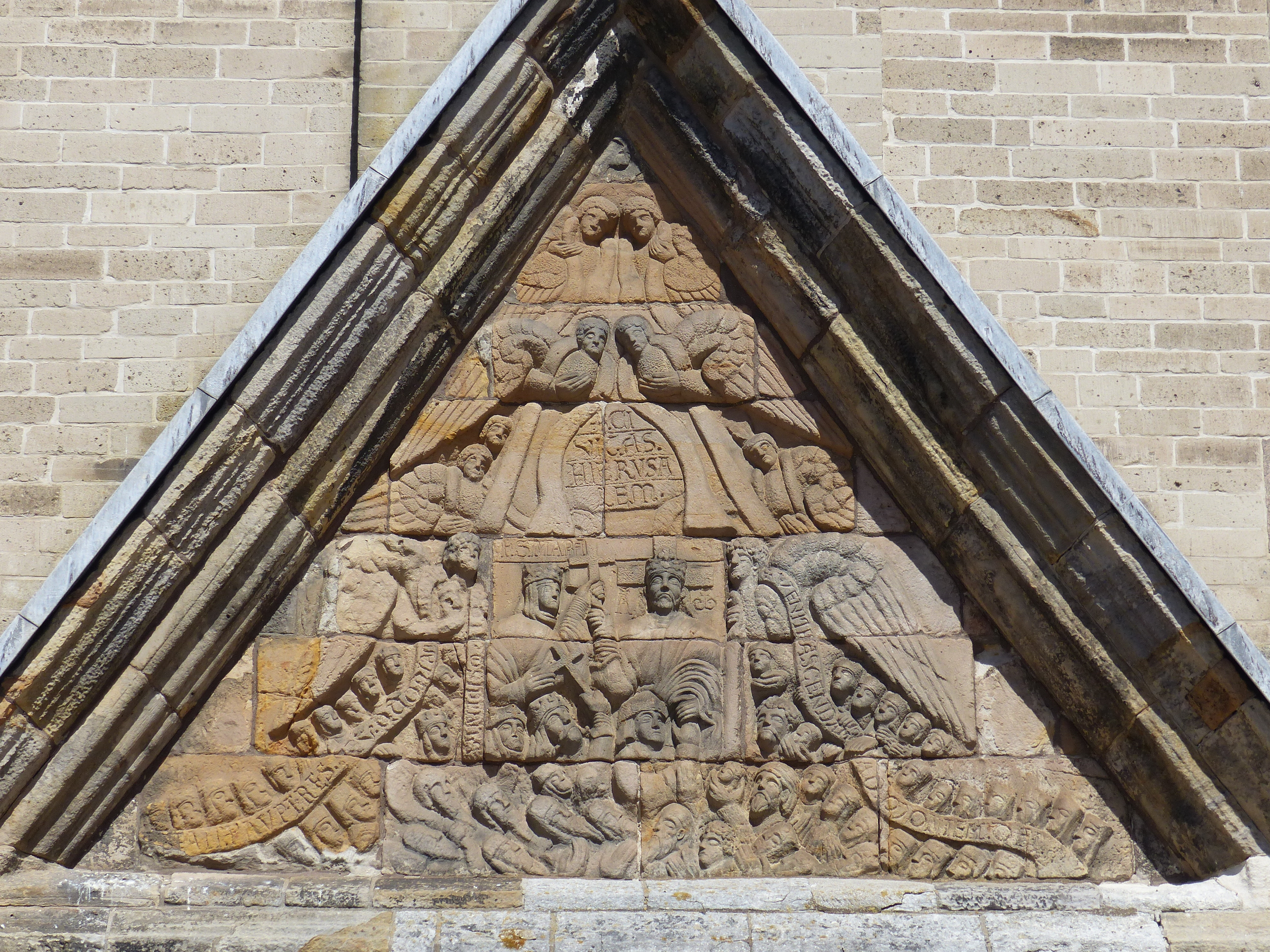
Sandsteinrelief über der Katzenkopftür.

Ansgars ursprüngliche Kirche war ein Holzbau und hatte vermutlich noch mehrere Nachfolgebauten in Holz.
Der erste Steinbau entstand in der inzwischen reichen und wohlhabenden Stadt nach dem Brand der Holzkirche 1176, den die Cronica ecclesiae Ripensis erwähnt, bis 1250 als spätromanische, dreischiffige Basilika mit Querhaus und Westtürmen nach rheinischen Vorbildern; er ist 63 Meter lang und 36 Meter breit. Als Baumaterial wurde vor allem Tuffstein verwendet, der per Schiff von den Steinbrüchen bei Köln und der Eifel herbeigeholt wurde und der sich auch bei vielen Landkirchen im Bistum findet. Nur für Sockel, feine Architekturteile und Skulpturen nahm man einheimischen Granit oder feinkörnigen Wesersandstein.
Beste Steinmetzarbeit und schönster Außenbestandteil des Doms ist das Südportal des Querhauses, die sog. Katzenkopftür, mit dem Granitrelief der Kreuzabnahme (ca. 1150–1175) und säulentragenden Löwen. Der Dreiecksgiebel darüber (1. Hälfte des 13. Jahrhunderts) zeigt ein Sandsteinrelief des Himmlischen Jerusalem und die königlichen Stifter des Domes. Die Bronzetür schmückt ein Türzieher in Form eines Löwenkopfes (um 1225).
Im Bau wurden zunächst nur die Seitenschiffe gewölbt und die Vierung, über der das kühnste Bauteil entstand: eine mächtige Tuffsteinkuppel. Mittelschiff und Querhaus waren flachgedeckt, bis man Anfang des 13. Jahrhunderts unter dem Eindruck der neuen gotischen Architekturformen den Bauplan änderte. Zwischen 1225 und 1250 wurden auch diese Bauteile gewölbt, mit Rippengewölben über figürlichen Konsolen. Das Mittelschiff erhielt große dreieckige Obergadenfenster.
1283 stürzte der nördliche Turm ein. An seiner Stelle entstand ein weit höherer Backsteinturm, der 52 Meter hohe sog. Bürgerturm (Borgertårnet), das Wahrzeichen der Stadt. Wie schon der Name sagt, ist es kein Kirch-, sondern ein Stadtturm, wie sie etwa aus Gent und Brügge und anderen mittelalterlichen Städten der Niederlande bekannt sind. Der Turm wurde gegen 1333 fertiggestellt und die Bürgerschaft ließ dort die große Sturmglocke aufhängen, die bei Sturmflut, Feuers- und Kriegsgefahr geläutet wurde. Seit dem Einsturz der Spitze 1534 ist der Turm flach gedeckt und hat heute eine Aussichtsplattform. In den Abmessungen bescheidener, aber architektonisch reicher ausgeführt ist der romanische vierseitig gedeckte südliche Marienturm (Mariatårnet). Die dritte Turmspitze ist der Dachreiter über dem Ostchor. Trotz der relativ geringen Turmhöhen prägt der Kirchenbau in der flachen Landschaft und umgeben von der vollständig erhaltenen Altstadt das Stadtbild.
Die Kapellenanbauten, die im 14. und 15. Jahrhundert an den Seitenschiffen entstanden, konnten am Ende des Mittelalters zu zwei äußeren Seitenschiffen zusammengebaut werden. Damit erhielt der Dom seine heutige fünfschiffige Anlage.
Mit Einführung der Reformation im Jahr 1536 wurde der Dom eine Bürgerkirche. Neue Ausstattung und prächtige Grabdenkmäler kamen in der Renaissance- und Barockzeit hinzu, während der Bau langsam verfiel. Der Verfall beschleunigte sich nach den Schwedenkriegen Mitte des 17. Jahrhunderts, nach denen Stadt und Umland sehr verarmten. Bei notdürftigen Reparaturen von 1738 bis 1740, von 1791 bis 1792 und von 1840 bis 1845 gewann man Baumaterial durch Abriss „überflüssiger“ Bauteile.
Die Restaurierung 1882–1904 unter dem Architekten H. C. Amberg rettete den verfallenden Bau. Die Tuffsteinfassade wurde wieder in ihre ursprüngliche Form gebracht und der 1791 abgebrochene südliche Marienturm wurde nach rheinischen Vorbildern rekonstruiert. Im Innern ließ Amberg einen Ciborienaltar aus Stein errichten, der von 1982 bis 1987 einer neuen monumentalen Chorausgestaltung mit Mosaiken, Wand- und Glasmalerei des Malers Carl-Henning Pedersen weichen musste.

## Ausstattung

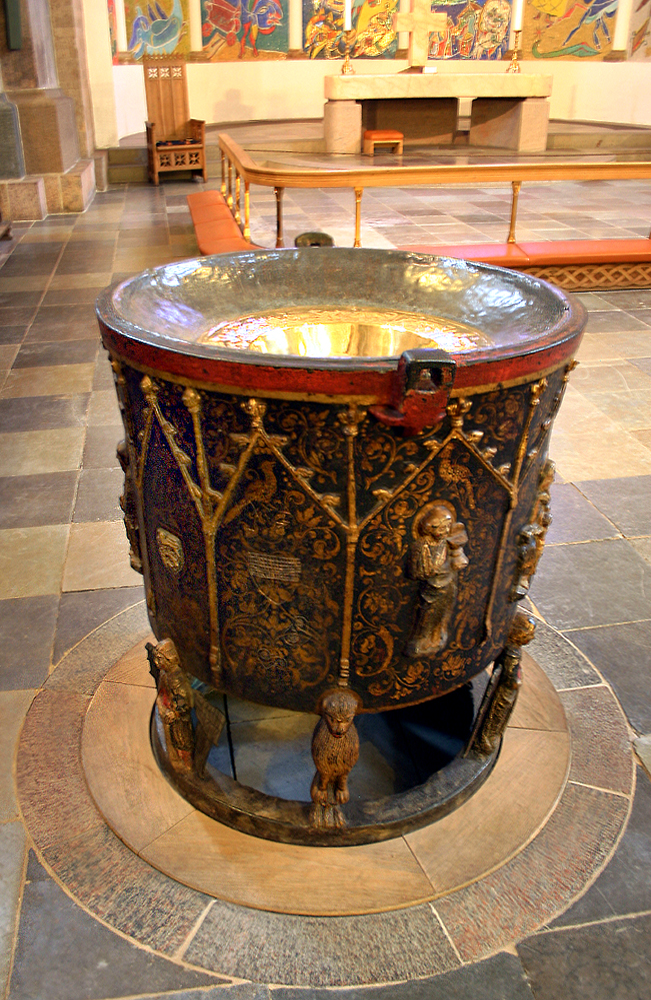
Taufbecken aus dem 14. Jh. mit süddeutscher Schale.

Das Innere der Kirche erscheint trotz der erhaltenen älteren Bausubstanz eher modern und kühl. Das Inventar beinhaltet jedoch viele alte, kostbare Stücke, darunter die Kanzel von 1597, den barocken Orgelprospekt und das Bronzetaufbecken von 1375 (u. a. mit Reliefs der Dreifaltigkeit, der Krönung Mariens und Stifterwappen).
Beachtenswert ist auch der (leere) Sandsteinsarkophag König Christoffers I. (1259, rheinischer Import) sowie die zugehörige Grabplatte, die älteste Königsgrabplatte Nordeuropas. Sie besteht aus Belgisch Granit, einem schwarzen Kalkstein, und hatte ursprünglich Messingverkleidung und Einlagen aus Alabaster. Bis 1987 befand sie sich über dem Grab (Sarkophag) des Königs vor dem Hochaltar. Die Grabplatte des letzten katholischen Bischofs von Ribe Iver Munk wird dem Odenseaner Bildhauer Claus Berg zugeschrieben.

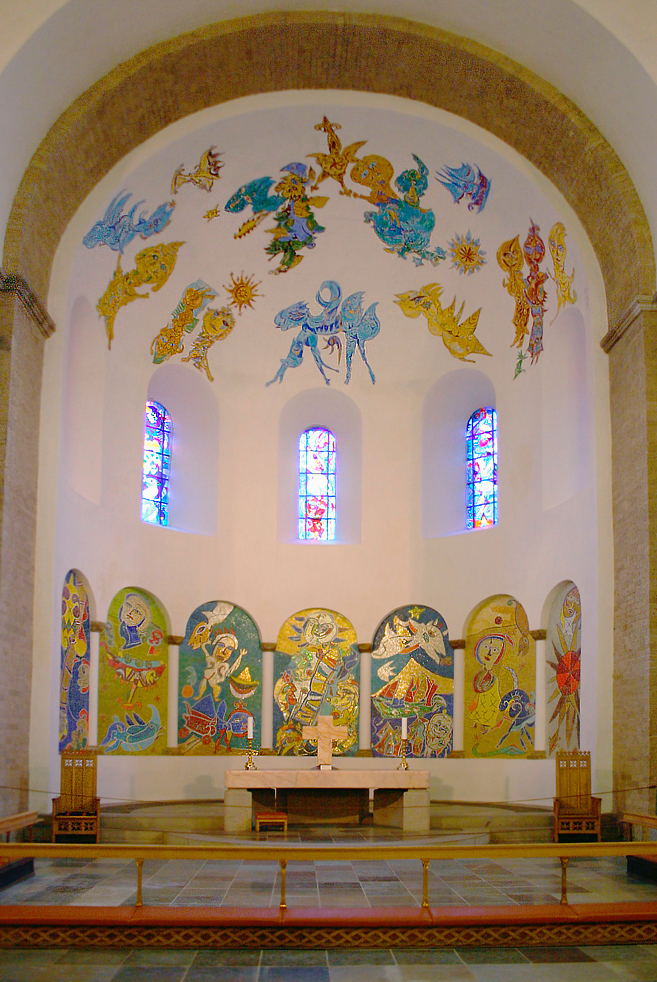
Apsis mit Fresken, Glasfenstern und Mosaiken von Carl-Henning Pedersen.
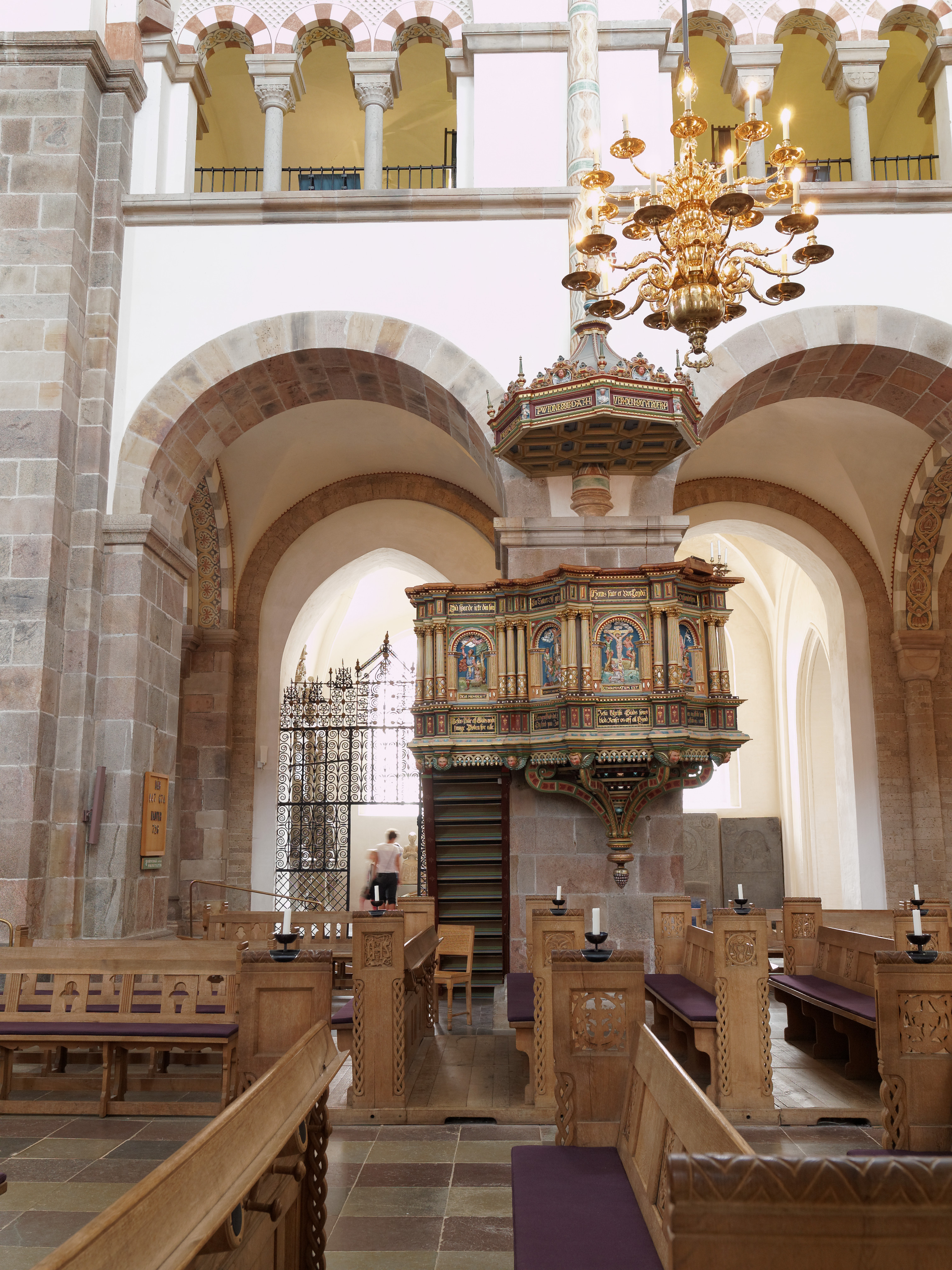
Kanzel von 1597 (Jens Asmussen, Odense).
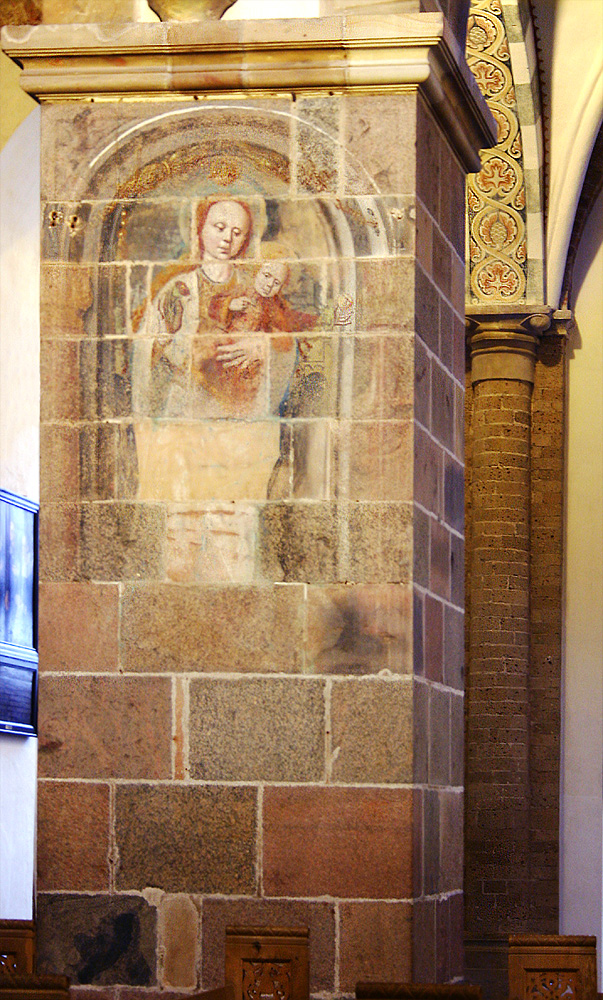
Spätgotische Wandmalerei Maria mit dem Kinde auf einem Pfeiler im Hauptschiff.
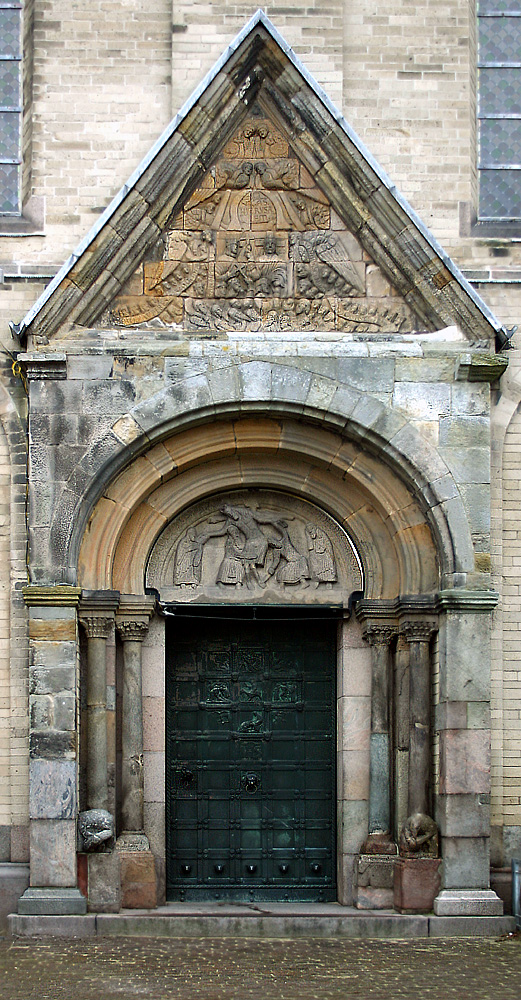
Katzenkopftür
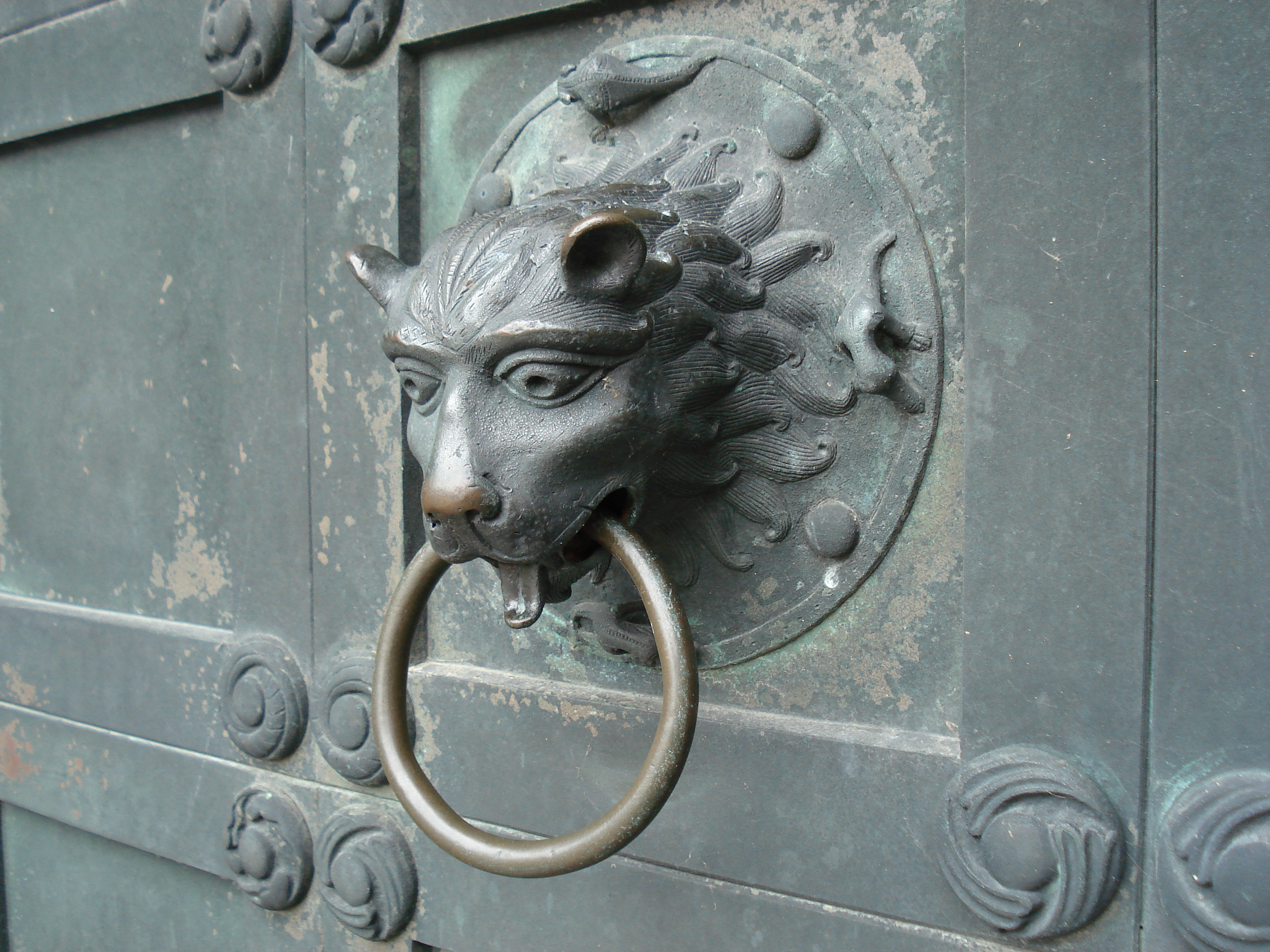
Der namensgebende Katzenkopf
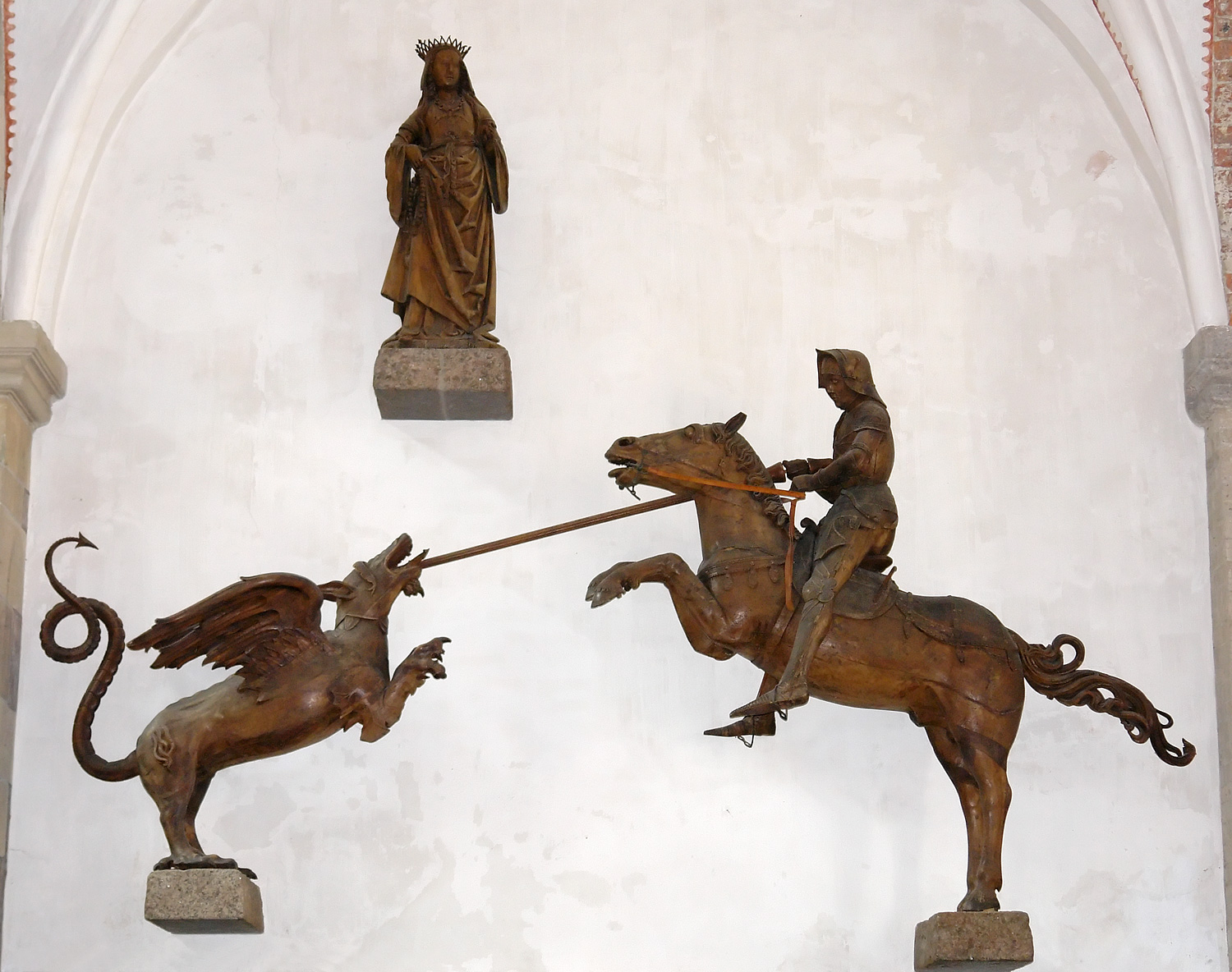
St. Jürgen mit dem Drachen (um 1475)
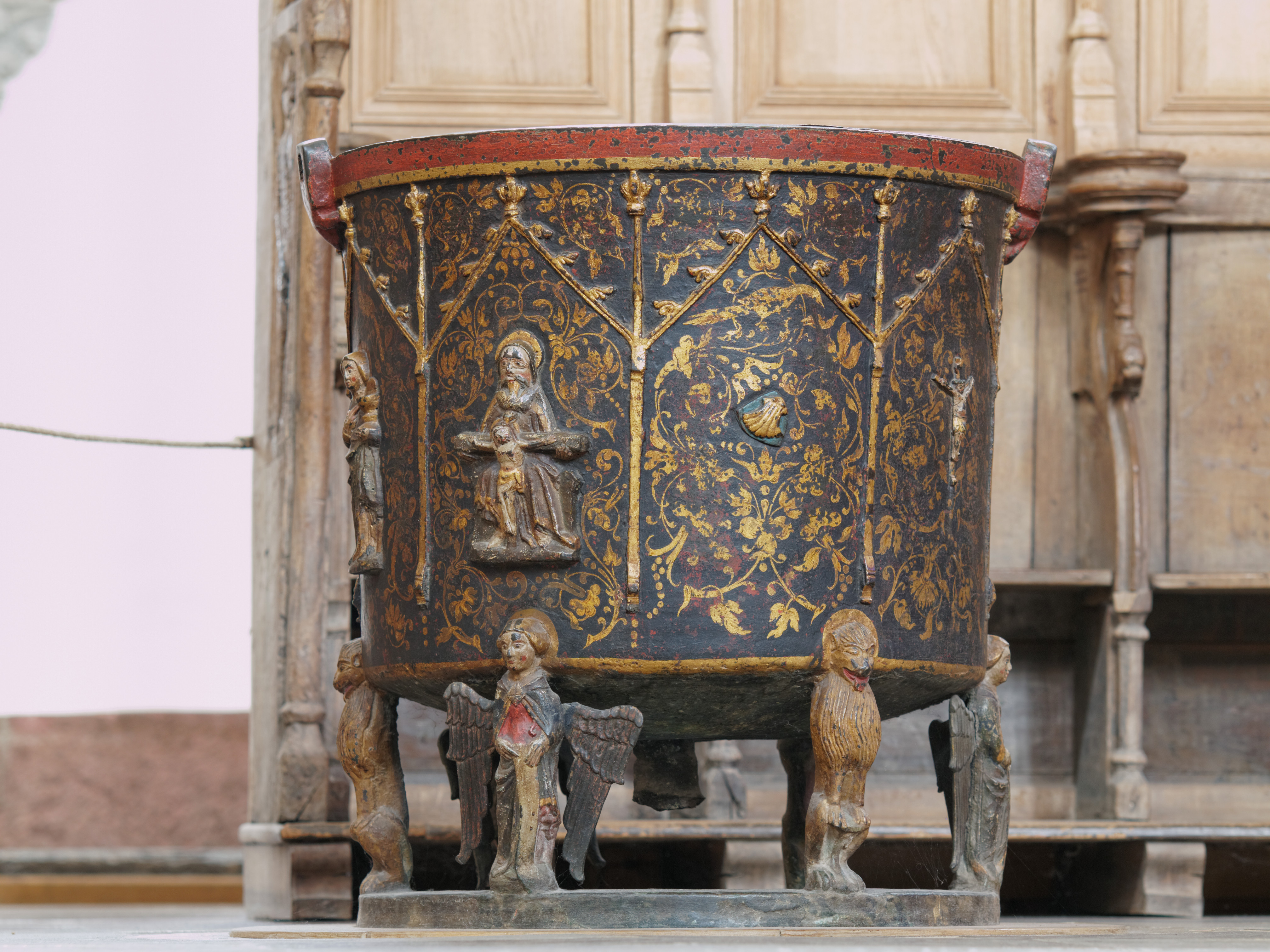
Taufbecken

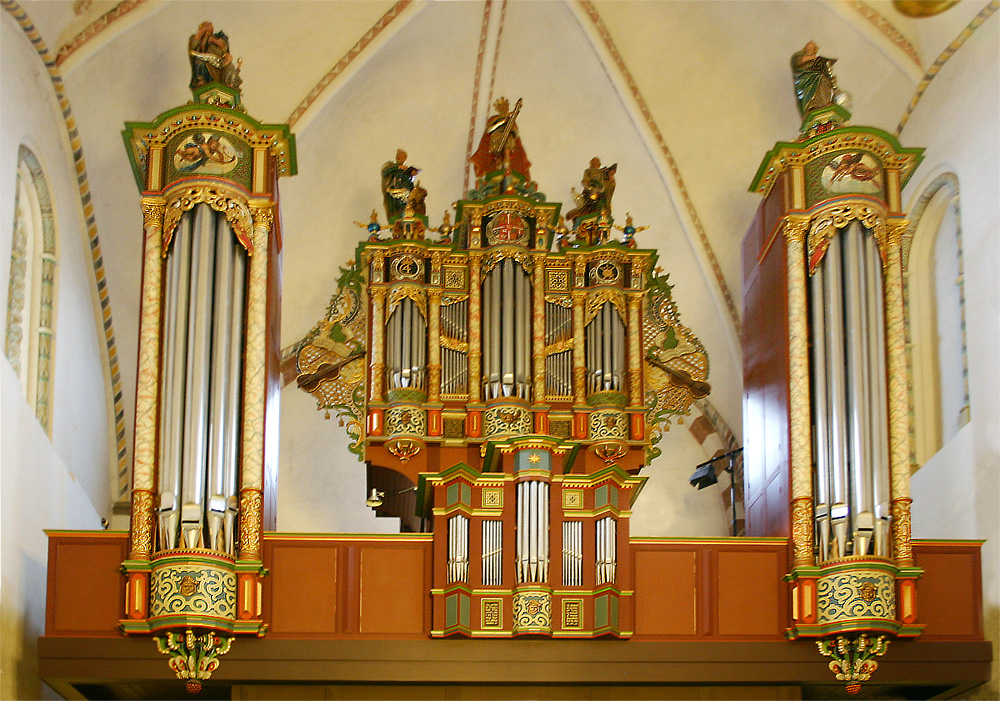
Orgelprospekt mit Rückpositiv von 1634/1635, Pedaltürme ragen über die Brüstung

Die Orgel wurde 1973 von den Orgelbauern Th. Frobenius & Sønner erbaut, in einem vorhandenen Orgelgehäuse aus dem 17. Jahrhundert. Das Schleifladen-Instrument hat 50 Register auf vier Manualwerken und Pedal. Die Spiel- und Registertrakturen sind mechanisch
| I Rückpositiv C–g3 |       |
| Gedakt             | 8'    |
| Principal          | 4'    |
| Rørfløjte          | 4'    |
| Gemshorn           | 2'    |
| Quint              | 1 ⁄3' |
| Sesquialtera II    |       |
| Scharf IV          |       |
| Dulcian            | 8'    |
| Tremulant          |       |

| II Hauptwerk C–g3 |       |
| Gedakt            | 16'   |
| Principal         | 8'    |
| Spidsfløjte       | 8'    |
| Gamba             | 8'    |
| Oktav             | 4'    |
| Nathorn           | 4'    |
| Quint             | 2 ⁄3' |
| Oktav             | 2'    |
| Sivfløjte         | 2'    |
| Mixtur VI         |       |
| Cymbel III        |       |
| Trompet           | 8'    |

| III Brustwerk C–g3 |        |
| Rørfløjte          | 8'     |
| Blokfløjte         | 4'     |
| Quint              | 2 ⁄3'  |
| Principal          | 2'     |
| Fløjte             | 2'     |
| Terts              | 1 3⁄5' |
| Oktav              | 1'     |
| Cymbel II          |        |
| Vox humana         | 8'     |
| Tremulant          |        |

| IV Schwellwerk C–g3    |     |
| Hulfløjte              | 8'  |
| Salicional             | 8'  |
| Unda maris             | 8'  |
| Engelsk Spidsprincipal | 4'  |
| Oktav                  | 2'  |
| Mixtur IV              |     |
| Fagot                  | 16' |
| Trompet                | 8'  |

| Pedalwerk C–f1 |     |
| Untersatz      | 32' |
| Principal      | 16' |
| Subbas         | 16' |
| Gedaktbas      | 16' |
| Oktav          | 8'  |
| Gedakt         | 8'  |
| Oktav          | 4'  |
| Fløjte         | 4'  |
| Rørfløjte      | 2'  |
| Mixtur V       |     |
| Basun          | 16' |
| Trompet        | 8'  |
| Trompet        | 4'  |

- Koppeln: I/II, III/II, IV/II, IV/III, I/P, II/P, III/P, IV/P